# Libnotes (Libnotes) megalops
Libnotes (Libnotes) megalops is een tweevleugelige uit de familie steltmuggen (Limoniidae). De soort komt voor in het Oriëntaals gebied.